# Libušský potok
Libušský potok pramení na území pražské čtvrti Libuš, do Vltavy se vlévá jižně od zastávky Praha-Modřany na Praze 12. Měří celkem 5,23 kilometrů, jeho povodí má rozlohu 13,97 km² a je složeno především zemědělskými plochami a lesem. Průtok potoka byl při měření v roce 1999 13,7 litrů za sekundu. Z celkové délky vede nad zemí 2,93 km a pod zemí 2,3 km. Výškový rozdíl ústí, povodí a pramenné oblasti je 106 metrů.
V povodí Libušského potoka se nachází celkem 14 nádrží a rybníků, 3 dešťové usazovací nádrže a dále 2 nově vybudované retenční a usazovací nádrže pro odvodnění pražského okruhu.

## Popis toku

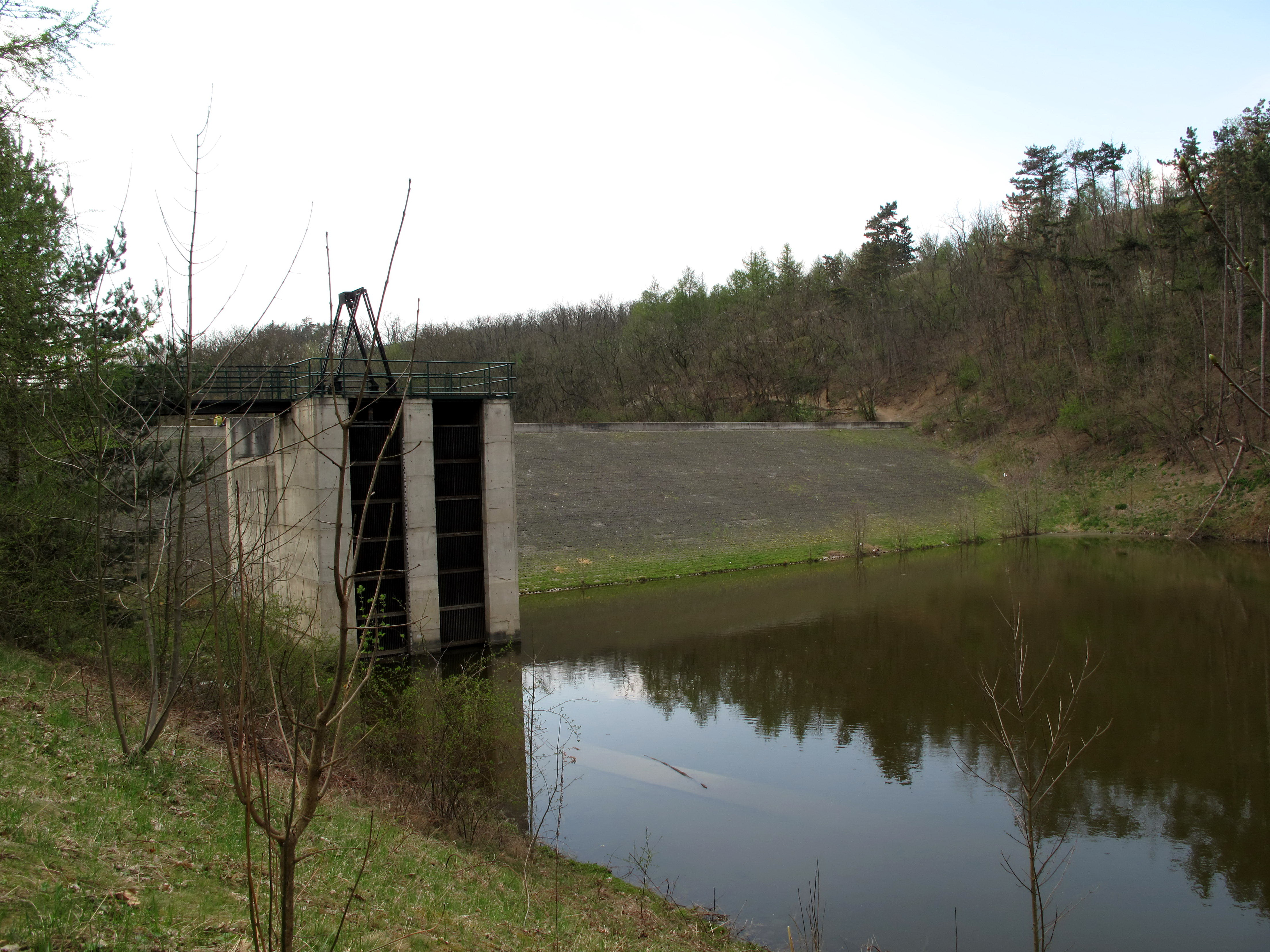
Retenční nádrž Libušská v Modřanské rokli, kudy protéká Libušský potok

Potok se objevuje podél ulice Na Šejdru v Libuši jako dešťová kanalizace. V běžném korytu se vyskytuje od křižovatky ulic Na šejdru a Skalská. Před výstavbou sídlišť v 20. století pramenil na planině u ulice Meteorologická, později byl ale otevřený tok přerušen a část prameniště převedena do Kunratického potoka.
Po soutoku s Písnickým potokem pokračuje jako osa přírodní památky Modřanská rokle. Zde meandruje a koryto není příliš upraveno. Na Libušském potoce jsou vodní plochy dešťová a usazovací nádrž Libušská, retenční nádrž Libušská a v roce 2018 postavený rybník Lipiny. Po něm je potok na více než kilometr až do přítoku do Vltavy zatrubněn pod Modřany. 
Do Vltavy ústí na 63,6 kilometru jako součást dešťové kanalizace při cyklostezce A2, jižně od zastávky Praha-Modřany.

## Přítoky
- Písnický potok – na 5,0 km zleva, v mapách někdy označovaný jako horní část Libušského potoka. Pramení nedaleko vsi Hodkovice (Zlatníky-Hodkovice), teče přes Písnici, s Libušským potokem se stéká v jezírku u prodloužení ulice Skalské. Délka v pražské části 3,5 km, celkem cca 5,5 km, správce pražské části toku MHMP, správce mimopražské části ZVHS Praha.
  - Cholupický potok – na 0,9 km zleva. Původní délka cca 2,2 km, po provedení meliorací od 1,4 km (býv. rybníček v Cholupicích) po většinu roku vyschlý (mezi km 1,2 až 1,8 veden potrubím).
    - na 0,6 km zleva přítok od Vrbiček, délka 0,8 km, pokračuje další kilometr jako strouha s občasným průtokem (na konci je zaústěn přepad vodárny)
    - na 0,9 km přítok zprava od Kálku (rybníček, přestavěný na protipožární nádrž, plocha 2610 m²), délka 0,6 km, průtok cca 2 litry/s (zde je svedena meliorace polí nad Cholupicemi).

  - na 2,0 km zleva přítok od přírodní památky Cholupická bažantnice, do Písnického potoka se vlévá v Písnici nad rybníkem. Délka 1,4 km. (Praha 12)
  - na 2,1 km zleva v Písnici ulicí K Vrtilce, délka v Praze 0,8 km.
- Bezejmenný přítok LB4,5L – na 4,5 km zleva, délka 0,9 km. (Praha 12)

## Znečištění
Potok má[kdy?] III. třídu znečištění, zvýšený obsah dusičnanů a fosforu z místních čistíren odpadních vod, občasné znečištění při haváriích masného průmyslu v Písnici.

## Stavby
- Rážův mlýn (Podskalský) – Modřany, K dolům, původní č.p. 10, zanikl